# 黄斑拟小鲵
黄斑拟小鲵（学名：Pseudohynobius flavomaculatus）一种分布于中华人民共和国湖北省和湖南省的两栖动物，隶属于小鲵科拟小鲵属，是该属的模式种。

## 形态特征
雄鲵全长158～189毫米，雌鲵138～180毫米。头部扁平，躯干近似圆柱状，背腹略扁。北部呈紫褐色，具有不规则土黄色斑。

## 分类
本种最初属于小鲵属（Hynobius），称为黄斑小鲵。之后命名人费梁、叶昌媛比较当时确定的小鲵科5属的特征后发现秦巴北鲵（Ranodon tsinpaensis）和本种各部特征极为相似，而与北鲵属（Ranodon）或小鲵属等的属征有明显区别，故将本种与秦巴北鲵归为一新属－拟小鲵属（Pseudohynobius），本种为模式种。